# Heinrich Dymsha

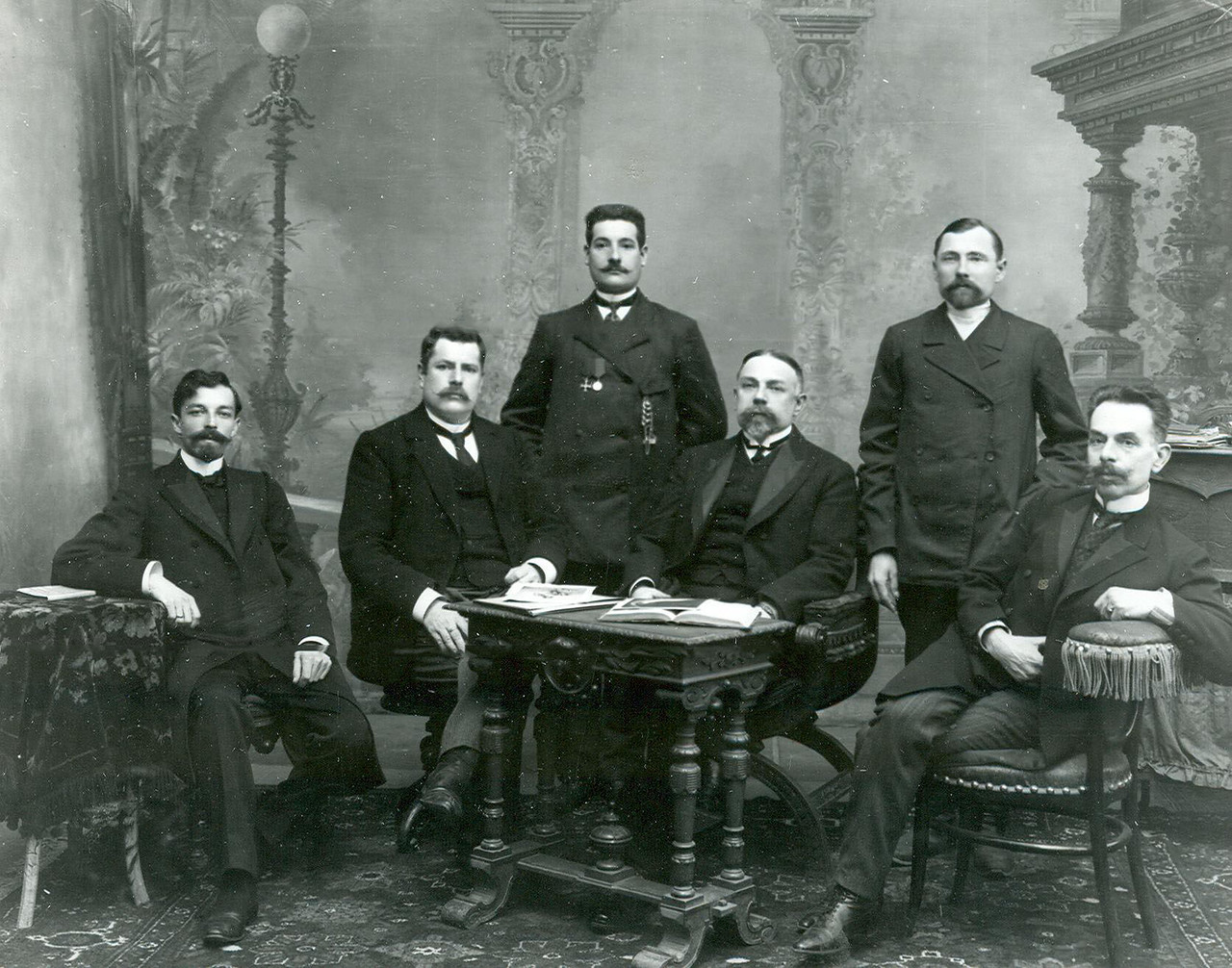
Diputados de la Duma Estatal de la II convocatoria de la provincia de Vitebsk: sentarse: (de izquierda a derecha) A. V. Burmeister, E. A. Kazirich, MM Benislavsky, G. K. Dymsh, stand: F. I. Petrochenko, E. P. Bykov.

Heinrich Kleofasovich Dymsha (1856 Rushoni Kapinsky volost provincia de Vitebsk) - septiembre de 1918) - terrateniente polaco, diputado de la Duma Estatal de la II convocatoria de la provincia de Vitebsk.
Hermano Lubomir Kleofasovich Dymshi, un diputado de la Duma Estatal de Sedletskaya guberniya.

## Biografía
Noble polaco. El hijo de Cleophas Petrovich Dymshi (1821-1907) y Teresa Dymshene, una Gorskiita nacida (1829-1902).
Graduado de la facultad de medicina de la Universidad de Varsovia, se graduó con un doctorado. Propiedad de la tierra y dirigió la agricultura en su propiedad Rushoni Kapinsky volost Dvinsky Uyezd Provincia de Vitebsk.
El 6 de febrero de 1907 fue elegido para la Duma Estatal de la II convocatoria de los electores generales de la reunión de elecciones provinciales de Vitebsk. En las fuentes de la Duma se define como "nar-demócrata", es decir, pertenecía al partido nacionaldemócrata polaco. Según una información, se convirtió en miembro del colo polaco, sin embargo, según otros, él estaba en el grupo de los suburbios occidentales. Fui a la comisión de Agricultura Duma.
En 1908, fue incluido en el Libro de Oro del Imperio Ruso "Las figuras de Rusia" que contiene 130 nombres de los más grandes filántropos rusos.
En 1917 participó en las elecciones a la Asamblea Constituyente de toda Rusia bajo la lista No. 10 de las organizaciones unidas polacas en la circunscripción de Vitebsk.
El destino adicional no se conoce en detalle. Murió en septiembre de 1918.

## Familia
- Primera esposa - Maria Dymshene, nacido Bielskyite (Bielskytė) emblema de Elita (1861-1889)[13]
- La segunda esposa - Maria Dymshene, nacida Zholadz (Žoladž) (1860 -?)[14]
  - Hijo - Tadeusz Dymsha (1892-1983[15] Hija - Maria Dimshaite en el matrimonio Zaborovskien (1896-1949)[16]
  - Hermano - Eugeniusch (1853-1918)[17]
- Hermano - Lubomyr (1859 - 1915)[18] un abogado, miembro de la Duma Estatal de las III y IV convocatorias de la Siedlce Gubernia
- Hermano - Eustace (1860-1890)[19]
- Hermano - Jozef (Józef,[2] Juozapas, 1860 - 1917)[20]

## Literatura
- good / 978-5-8243-1031-3/ La Duma Estatal del Imperio Ruso: 1906-1917.  B. Yu. Ivanov, AA Komzolova, IS Ryakhovskaya ". Moscú. ROSSPEN. 2008. P. 177. (enlace roto disponible en Internet Archive; véase el historial, la primera versión y la última).
- Boiovich MM  Miembros de la Duma Estatal (Retratos y biografías). Segunda convocatoria. M .: tipo. La asociación de ID Sytin. 1907. P. 26

### Archivos
- Archivo Histórico del Estado Ruso. Fondo 1278. Inventario 1 (2da convocatoria). Caso 140. Caso 529. Hoja 5.